# Shikari
 (avril 2011).
Si vous disposez d'ouvrages ou d'articles de référence ou si vous connaissez des sites web de qualité traitant du thème abordé ici, merci de compléter l'article en donnant les références utiles à sa vérifiabilité et en les liant à la section « Notes et références ».
Shikari (en anglais : The Hunter) est un film hindi réalisé par N. Chandra et sorti en 2000.

## Synopsis
Virendra Rawal (Nirmal Pandey), un magnat des affaires en Afrique du Sud, meurt dans des circonstances mystérieuses. Un étranger nommé Om Srivastav (Govinda) entre en scène. La sœur de Virendra Rajeshwari (Karisma Kapoor) tombe amoureuse de lui.

## Distribution
- Govinda : Om Srivastav
- Karisma Kapoor : Rajeshwari Rawal
- Tabu : Suman
- Kiran Kumar
- Nirmal Pandey : Virendra Rawal

## Box office
Le film fut un flop au box office indien.